# بورسيرة كبيرة الأزهار
بورسيرة كبيرة الأزهار (الاسم العلمي:Bursera grandifolia) هي نوع من النباتات تتبع جنس البورسيرة من الفصيلة البخورية.